# NGC 3247
NGC 3247 (również OCL 809 lub ESO 127-SC19) – młoda gromada otwarta powiązana z rozległym i jasnym obszarem H II, znajdująca się w gwiazdozbiorze Kila. Odkrył ją John Herschel 1 kwietnia 1834 roku.

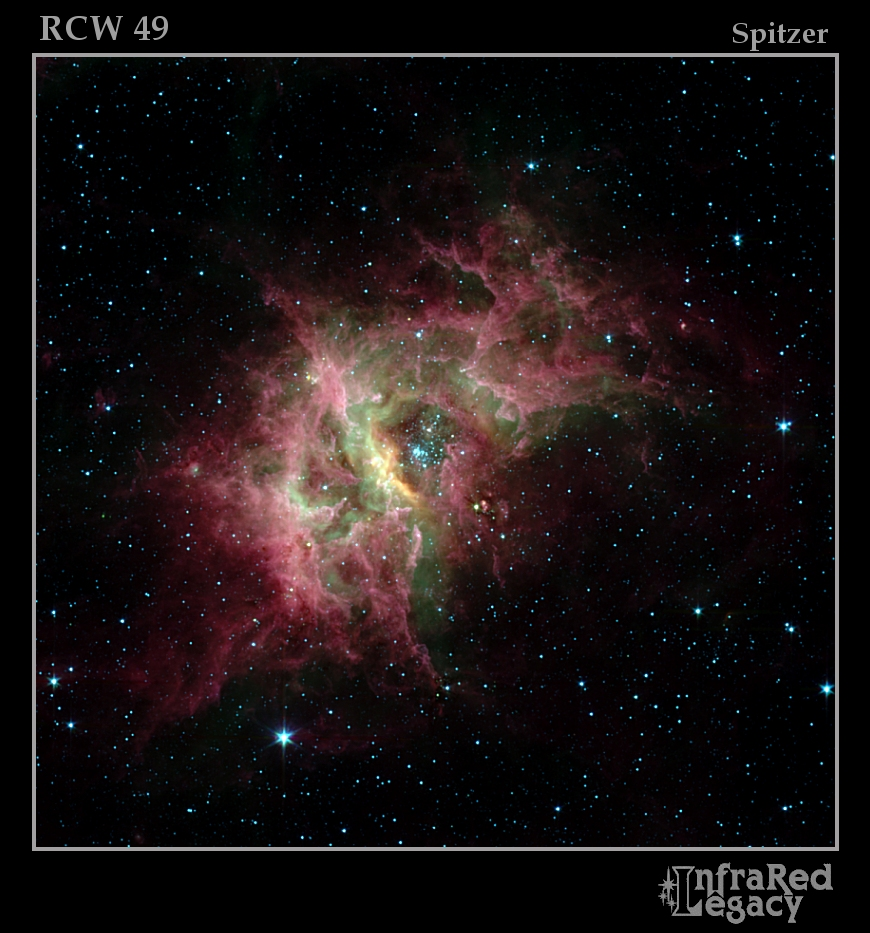
Zdjęcie w podczerwieni z Teleskopu Spitzera. W centrum mgławicy widoczna jest gromada Westerlund 2.

Obszar H II nosi także oznaczenie Gum 29 (lub RCW 49) i jest jonizowany i rozświetlany przez zanurzoną w nim gromadę Westerlund 2. Starsze gwiazdy zdążyły już wyczyścić z gazu i pyłu centralną część mgławicy. Młodsze gwiazdy wciąż są ukryte w obłokach pyłu i gazu, z których niedawno powstały, lecz można je dokładnie zbadać dzięki obserwacjom teleskopów kosmicznych. Łącznie gromada zawiera ponad 2200 gwiazd, niektóre z nich są bardzo masywne. Wiek gromady szacuje się na 1–2 miliony lat.
Odległość do NGC 3247 nie jest dokładnie znana; przy użyciu różnych metod oszacowano, że znajduje się w odległości od ok. 2 do 8 kiloparseków (od 6,5 do 26 tys. lat świetlnych) od Słońca. Jedna z najnowszych prac dotyczących tego obiektu (opublikowana w 2013 roku) podaje wartość ok. 9,3 tys. lat świetlnych.